# Maria Larrea
Pour les articles homonymes, voir Larrea (homonymie).
Maria Larrea, née en novembre 1979 à Bilbao (Espagne), est une scénariste, réalisatrice et écrivaine française. Son premier roman, Les gens de Bilbao naissent où ils veulent, obtient en 2022 le prix du premier roman ainsi que le prix Les Inrockuptibles catégorie premier roman.

## Biographie
Née à Bilbao, Maria Larrea grandit à Paris où, après avoir obtenu une licence de cinéma en 2002, elle poursuit ses études à La Fémis jusqu'en 2006.
Son œuvre cinématographique est récompensée par divers prix.
En 2022, elle publie son premier roman, autobiographique, Les gens de Bilbao naissent où ils veulent. Celui-ci est remarqué par différentes sélections des meilleurs ouvrages de la rentrée littéraire (libraires, finaliste du prix du roman Fnac, sélection du prix Les Inrockuptibles, finaliste du prix Summer etc.).

## Filmographie

### Courts métrages
- 2004 : Me recuerdo
- 2005 : Pink Cowboy Boots
- 2006 : Mange ta barbe à papa
- 2007 : West Stern
- 2015 : Piano Piano

### Fiction radio
- 2007 : Midinette de Maria Larrea et Catherine Paillé (Prix du public à un premier scénario de long métrage au Festival d'Angers 2018, adapté en fiction radio pour France Culture en 2019)

## Publication
- 2022 : Les gens de Bilbao naissent où ils veulent, Grasset, 17 août 2022, 224 p. (ISBN 9782246831969)